# Cerva (Ribeira de Pena)
Cerva is een plaats (freguesia) in de Portugese gemeente Ribeira de Pena en telt 2607 inwoners (2001).

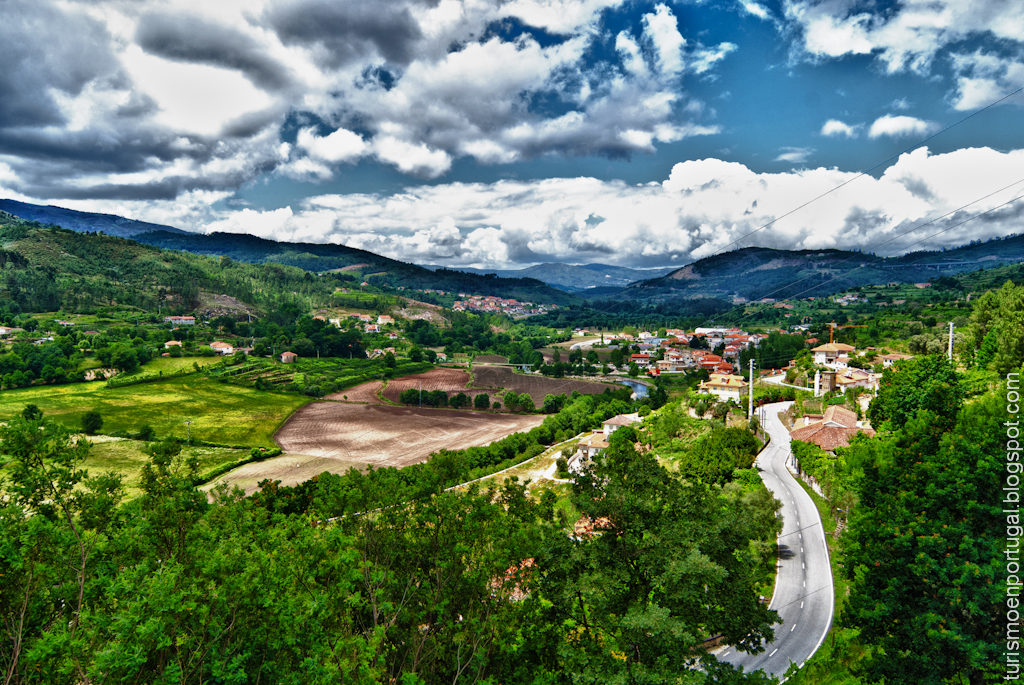
Luchtfoto